# Margareta av Leuven
Margareta av Leuven, i Belgien kallad "Fiere Margriet", "Margaretha de trotse" eller "Marguerite la Fière", född 1207 i Leuven, död 2 september 1225 vid floden Dijle i närheten av Leuven, var en belgisk jungfru och servitris vid ett värdshus. Hennes kult bekräftades 1905 av påve Pius X, och hon vördas som jungfrumartyr inom Romersk-katolska kyrkan. Hennes minnesdag firas den 2 september.
Som tonåring anställdes Margareta som servitris vid släktingen Auberts värdshus. År 1225 bestämde sig Aubert och hans hustru för att sälja värdshuset och inträda i en religiös orden. Under deras sista natt i värdshuset bröt sig några rövare in i bostaden och krävde dem på deras sparade pengar. Då paret vägrade att ge rövarna pengarna, blev de mördade. Precis när rövarna skulle ge sig av fick de syn på Margareta. Hon insåg vad som hade hänt, och gärningsmännen förde henne då till en öde plats vid floden Dijle i närheten för att även mörda henne. En av rövarna erbjöd henne att få löpa om hon lovade att tiga om mordet på värdshusparet. Margareta vägrade att samarbeta och fick då halsen avskuren; hennes kropp kastades därpå i floden.
Enligt legenden skall övernaturligt ljus och ljudet av änglars sång ha lett till att Margaretas kropp påträffades. Prästerskapet i Sint-Pieterskerk i Leuven lät begrava hennes kropp. Vid hennes grav skall inom kort mirakler ha inträffat.

### Webbkällor
- Arduino, Fabio. ”Beata Margherita di Lovanio, vergine e martire”. Santi e Beati. http://www.santiebeati.it/dettaglio/99037. Läst 2 september 2021.